# The Replacement (serie de televisión)
The Replacement es una miniserie dramática británica, escrita y dirigida por Joe Ahearne. Se emitió entre el 28 de febrero y el 14 de marzo de 2017 por BBC One.

## Elenco
- Morven Christie: Ellen Rooney[1]

- Vicky McClure: Paula Reece, arquitecta[1]

- Richard Rankin: Ian Rooney, psiquiatra[2]

- Dougray Scott: David Warnock, gerente[1]

- Navin Chowdhry: Kieran[1]

- Neve McIntosh: Kay Gillies-Warnock, arquitecta[1]

## Producción
The Replacement fue escrita y dirigida por Joe Ahearne. La producción estuvo a cargo de Nicole Cauverien, con Ahearne, Andy Harries, Suzanne Mackie, Matthew Read y Sue Calverley como productores ejecutivos. El director de producción fue Marigo Kehoe y las productoras de línea Clare Kerr y Jill Pryde.
La música fue compuesta por Dan Jones y la cinematografía fue realizada por Nick Dance y la edición por Graham Walker.
La miniserie se filmó en Glasgow. El 15 de marzo de 2017 se anunció que no habría una segunda temporada.